# 馬拉赫勒山
13°16′N 41°39′E / 13.27°N 41.65°E

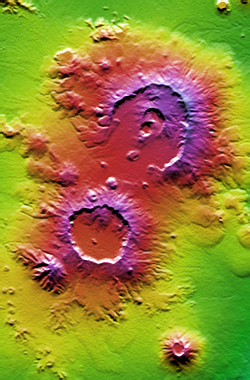

馬拉赫勒山是埃塞俄比亞的火山，位於該國東北部阿法爾州，處於與厄立特里亞接壤的邊境，屬於複式火山，海拔高度1,875米，火山口寬6公里。